# Il Decamerone proibito
Il Decamerone proibito è un film del 1972 diretto da Carlo Infascelli e Antonio Racioppi.

## Trama
Il giovane Ferruccio , dopo essere partito da Firenze per recare un messaggio all'abate Gianni, accoglie l'invito di entrare in convento e farsi frate.
Viene vestito del saio da novizio e assume il nome di frà Pipino, ma concupito da una nobildonna di nome Fiorenza e dalla serva Celeste.
Intanto due pittori: Bruno e Romanello si divertono a spassarsela l'uno con la moglie del collega, l'altro con quella dello scudiero Guidotto; lo stesso abate Gianni non rifiuta le grazie di Donatella, la moglie del campanaro.
Finalmente monna Fiorenza è riuscita a convincere frà Pipino.
Ma il destino vuole che tutti comprese le donne si ritrovino in una casa abbandonata, dove giungono poco dopo i relativi consorti.
I due pittori e l'abate riescono a svignarsela ma frà Pipino viene arrestato.
Riuscirà ad evadere grazie all'aiuto di Romanello e Bruno.